# Liste des commanderies templières dans l'Angleterre du Sud-Ouest
Cette liste recense les commanderies et maisons de l'Ordre du Temple présentes dans la région d'Angleterre du Sud-Ouest.

## Commanderies
| Comté actuel    | Commanderie    | Ville actuelle (à ou près de) | Observations | Image / situation           |
| --------------- | -------------- | ----------------------------- | --- | --------------------------- |
| Bristol (comté) | Redcliffe      | Bristol                       | Une des principales commanderies maritimes d'Angleterre commerce important de laine avec La Rochelle, autre possession: Temple Church (en) ou Holy Cross church (Bristol), centre administratif des templiers d'Angleterre du Sud-Ouest, à partir de 1150 environ | 51° 27′ 08″ N, 2° 35′ 12″ O |
| Cornouailles    | Temple         | Blisland                      | église Ste Catherine bâtie vers 1150, | 50° 31′ 49″ N, 4° 37′ 04″ O |
| Somerset        | Temple Combe   | Templecombe                   | 1re donation avant 1136, fondation de la commanderie vers 1185. Devenue possession royale en 1312, puis hospitalière à partir de 1332, | 50° 59′ 53″ N, 2° 24′ 50″ O |
| Wiltshire       | Temple Rockley | Rockley                       | fondation en 1155, | 51° 27′ 07″ N, 1° 48′ 01″ O |
| Cornouailles    | Trebeigh       | Saint Ives                    | aussi appelée commanderie de Trebigh fondée vers 1150, à ne pas confondre avec le manoir hospitalier de Trebeigh, | 50° 28′ 46″ N, 4° 23′ 30″ O |

| Temple Trebeigh |

| Redcliffe Templecombe |

| Temple Rockley |